# Fectola varicosa
Fectola varicosa är en snäckart som först beskrevs av Ludwig Pfeiffer 1853.  Fectola varicosa ingår i släktet Fectola och familjen Charopidae. Inga underarter finns listade i Catalogue of Life.